# Curetis sumatrana
Curetis sumatrana är en fjärilsart som beskrevs av Corbet 1937. Curetis sumatrana ingår i släktet Curetis och familjen juvelvingar. Inga underarter finns listade i Catalogue of Life.